# Enrique Buchichio
Enrique Buchichio (Montevideo, 24 de julio de 1973) es un guionista y director de cine uruguayo. Debutó en 2004 con el cortometraje En la plaza, trabajo con el que egresó de la Escuela de Cine del Uruguay. Su primer largometraje fue El cuarto de Leo (2009), estrenado en el Festival Internacional de Cine de San Sebastián de ese año.

## Filmografía como director y guionista
- 2014: Zanahoria
- 2009: El cuarto de Leo
- 2007: Noche fría (cortometraje)
- 2004: En la plaza (cortometraje)